# 가이우스 루킬리우스
가이우스 루킬리우스(Gaius Lucilius, 기원전 180?-기원전 102?)는 고대 로마의 풍자시인이다.
캄파니아의 명문 출신으로 최고의 교양을 쌓아 당시로서는 드문 그리스 철학통이었다. 스키피오가(家)의 문학 서클에 가입, 문필활동을 시작했고, 엔니우스의 풍자시 사투라를 계승해서 시형을 연극적 시격에서 서사시격으로 개편했다. 전개도 이야기풍으로 하는 등 사투라의 형식을 결정지었다. 이를 통해 시세(時勢)를 규탄하고 문학비평을 했으며 혹은 여행이나 일상생활을 기술했다. 개인적 색채가 극히 농후하고 격렬한 개인 공격을 잘한다. 작품은 30권에 이르며 그 뒤의 시인, 특히 호라티우스 등 풍자시인들에게 커다란 영향을 주었다. 현재는 단편이 1300행 정도 남아 있을 뿐이다.